# Iglesia de María Estrella del Mar (Grand-Case)
La Iglesia de María Estrella del Mar también llamada Iglesia Católica de Grand Case (en francés: Église de Marie Etoile de la Mer; Eglise catholique à Grand Case) es el nombre que recibe un edificio religioso afiliado a la Iglesia Católica que se encuentra ubicado en el sector de Grand Case en la colectividad territorial de San Martín un territorio dependiente de Francia que consiste en la mitad norte de la isla de San Martín en las Antillas Menores. No debe confundirse con la iglesia católica del mismo nombre pero ubicada en el sector neerlandés de la isla.
El templo sigue el rito romano o latino y depende de la Diócesis de Basse-Terre (Dioecesis Imae Telluris et Petrirostrensis o bien
Diocèse de Basse-Terre et Pointe-à-Pitre) que fue creada en 1850 por el papa Pío IX y tiene su sede en la Isla de Guadalupe de la que hasta 2007 también dependía todo el territorio francés de la Isla de San Martín. Su construcción inició en paralelo a la Iglesia Católica de Marigot (dedicada a San Martín de Tours) en la década de 1940.
Como su nombre lo sugiere esta dedicada a Santa María la madre de dios en su advocación de María Estrella del Mar (llamada en Latín: Stella Maris).

## Véase también

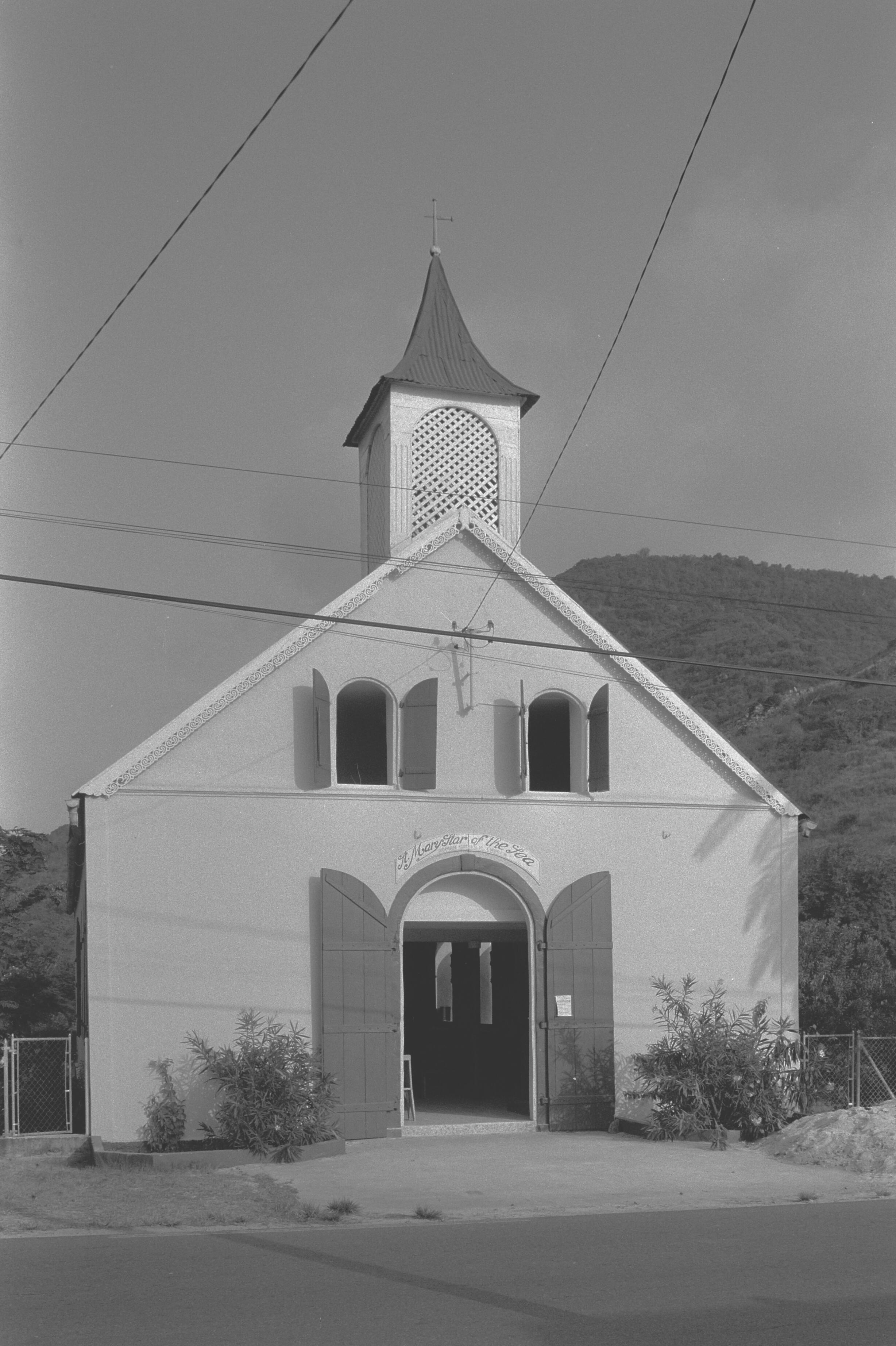
Otra vista del templo, 1982